# Бад Шлема
Бад Шлема (њем. Bad Schlema) општина је у њемачкој савезној држави Саксонија. Једно је од 69 општинских средишта округа Ерцгебирге. Према процјени из 2010. у општини је живјело 5.229 становника. Посједује регионалну шифру (AGS) 14521050.

## Географски и демографски подаци
Бад Шлема се налази у савезној држави Саксонија у округу Ерцгебирге. Општина се налази на надморској висини од 357 метара. Површина општине износи 15,5 km². У самом мјесту је, према процјени из 2010. године, живјело 5.229 становника. Просјечна густина становништва износи 337 становника/km².